# Ковганский
Ко́вганский — хутор в Советском районе (городском округе) Ставропольского края Российской Федерации. Находился в составе муниципального образования города Зеленокумска (упразднено 1 мая 2017 года).

## География
Расстояние до краевого центра: 161 км. Расстояние до районного центра: 9 км.

## История
На 1 марта 1966 года находился в подчинении Зеленокумского горсовета:28.

## Население
| 1989 | 2002 | 2010 | 2014 |
| ---- | ---- | ---- | ---- |
| 208  | ↗226 | ↘188 | ↘100 |

По данным переписи 2002 года в национальной структуре населения преобладают русские (75 %).

## Кладбище
В 250 м западнее хутора расположено общественное открытое кладбище площадью 5314 м².